# Балканское языкознание
Балка́нское языкозна́ние (лингвистическая балканистика) — раздел лингвистики и балканистики, изучающий языки  Балканского полуострова, в частности, балканский языковой союз.
Известные лингвисты-балканисты:
- Николай Трубецкой
- Максим Сергиевский
- Самуил Бернштейн
- Агния Десницкая
- Александр Русаков
- Марк Габинский
- Андрей Соболев
- Татьяна Цивьян

## Внешние ссылки
- Лингвистический энциклопедический словарь (1990) / Балканистика Архивная копия от 28 июня 2011 на Wayback Machine